# الدوري الأوروبي لكرة السلة 2007-08
الدوري الأوروبي لكرة السلة 2007-08 هو الموسم 8 من  الدوري الأوروبي لكرة السلة. أشرف على تنظيمه اتحاد الدوريات الأوروبية لكرة السلة ‏، وكان عدد الأندية المشاركة فيه  24، وفاز فيه نادي سسكا موسكو لكرة السلة.